# Lookin' out for Number One
Lookin' out for # 1 (Looking out for Number One) is een single van Bachman-Turner Overdrive (BTO). BTO stond in die tijd (anno 2010 nog) als letterlijk en figuurlijk zware jongens binnen de hardrock. De leiders van de band Randy Bachman en Fred Turner speelden harde muziek en waren ook qua gewicht zwaar. Lookin’ out for # 1 is echter een a-typische single voor hen; het is een jazzy klinkende ballad. Het lied gaat over het feit dat je alleen iets bereikt als je naar de top streeft. Dat was voor BTO niet nodig want die waren in die dagen ongekend populair in thuisland Canada, maar ook in buurland de Verenigde Staten. In Europa was de band minder bekend. De single haalde in Nederland de 21e plaats in de Nederlandse Top 40. Een nummer 1 had de band ook al gehad met You ain't seen nothin' yet van succesalbum Not fragile. Het succes van de band was na Not Fragile al tanende.
B-kant was Find out about Love, de opener van Head on. Samen bereikten ze de 65e plaats in de Amerikaanse hitparade. Veel later in zijn loopbaan ging de speelstijl van Bachman naar de jazzkant toe, zie bijvoorbeeld Jazz Thing II.
Martine Bijl zong in haar programma Mevrouw Bijl een cover van deze hit, "Janmaat en zijn rap".

## Hitnoteringen

### Nederlandse Top 40
| Hitnotering: 24-07-1976 t/m 21-08-1976 | Hitnotering: 24-07-1976 t/m 21-08-1976 | Hitnotering: 24-07-1976 t/m 21-08-1976 | Hitnotering: 24-07-1976 t/m 21-08-1976 | Hitnotering: 24-07-1976 t/m 21-08-1976 | Hitnotering: 24-07-1976 t/m 21-08-1976 | Hitnotering: 24-07-1976 t/m 21-08-1976 |
| Week:                                  | 1                                      | 2                                      | 3                                      | 4                                      | 5                                      |                                        |
| -------------------------------------- | -------------------------------------- | -------------------------------------- | -------------------------------------- | -------------------------------------- | -------------------------------------- | -------------------------------------- |
| Positie:                               | 29                                     | 22                                     | 21                                     | 34                                     | 38                                     | uit                                    |

### NederlandseSingle Top 100
| Hitnotering: 24-07-1976 t/m 14-08-1976 | Hitnotering: 24-07-1976 t/m 14-08-1976 | Hitnotering: 24-07-1976 t/m 14-08-1976 | Hitnotering: 24-07-1976 t/m 14-08-1976 | Hitnotering: 24-07-1976 t/m 14-08-1976 | Hitnotering: 24-07-1976 t/m 14-08-1976 |
| Week:                                  | 1                                      | 2                                      | 3                                      | 4                                      |                                        |
| -------------------------------------- | -------------------------------------- | -------------------------------------- | -------------------------------------- | -------------------------------------- | -------------------------------------- |
| Positie:                               | 20                                     | 14                                     | 14                                     | 29                                     | uit                                    |

### NPO Radio 2 Top 2000
| Nummer met noteringen in de NPO Radio 2 Top 2000 | '00 | '01 | '02 | '03  | '04  | '05  | '06  | '07  | '08  | '09  |
| ------------------------------------------------ | --- | --- | --- | ---- | ---- | ---- | ---- | ---- | ---- | ---- |
| Lookin' Out for #1                               | 757 | 836 | 999 | 1411 | 1542 | 1229 | 1696 | 1711 | 1495 | 1961 |

1. ↑  Een vetgedrukt getal geeft de hoogste notering aan.
2. ↑  2000 was het eerste jaar met een notering voor dit nummer.
3. ↑  Deze tabel is bijgewerkt tot en met de laatste editie (2024).